# Tethina melitensis
Tethina melitensis is een vliegensoort uit de familie van de Canacidae. De wetenschappelijke naam van de soort is voor het eerst geldig gepubliceerd in 2001 door Munari & Ebejer.